# Уолдон, Луи
Луи́ Уо́лдон (англ. Louis Waldon; 16 декабря 1934, Модесто, Калифорния — 6 декабря 2013, Лос-Анджелес) — американский актёр.

## Биография
В 1962 году Уолдон появился на театральных подмостках в офф-бродвейской постановке спектакля Артура Копита Oh Dad, Poor Dad, Mamma’s Hung You in the Closet and I’m Feeling So Sad.
Уолдон начал свою кинокарьеру в 1965 году. Он известен своим сотрудничеством с американским художником и режиссёром Энди Уорхолом и снимался в его фильмах «Одинокие ковбои», «Плоть» (оба 1968) и «Грустное кино» (1969). Уолдон также снялся в фильме «Маска» (1985).
Луи Уолдон умер после инсульта 6 декабря 2013 года в возрасте 78 лет в Лос-Анджелесе.